# Korporatokracija
Korporatokracija (od lat. Corpus "tijelo", preko izraza "korporacija", i starogrčki κράτος krátos "nasilje", "vlast", "vladavina") danas označava oblik vladavine u kojem politički nalozi ili politički sustavi proizlaze iz korporacija i koncerna.